# Mihele
Mihele este o localitate din comuna Hrpelje-Kozina, Slovenia, cu o populație de 26 de locuitori.